# 田嶋文生
田嶋 文生（たじま ふみお、1951年 - ）は、日本の生物学者。東京大学名誉教授。福岡県生まれ。

## 略歴

### 学歴
- 1970年
  - 3月：福岡県立筑紫丘高等学校卒業
  - 4月：九州大学理学部生物学科入学
- 1976年
  - 3月：同上卒業
  - 4月：九州大学大学院理学研究科生物学専攻修士課程入学
- 1978年
  - 3月：同上修了
  - 4月：九州大学大学院理学研究科生物学専攻博士課程進学
- 1979年3月：テキサス大学ヒューストン校大学院生物医科学研究科遺伝学専攻入学
- 1983年9月：同上卒業（Ph.D）

### 職歴
- 1983年9月：九州大学理学部生物学科客員研究員（日本学術振興会奨励研究員、日本学術振興会特別研究員）
- 1989年8月：国立遺伝学研究所集団遺伝研究系集団遺伝研究部門助手
- 1992年11月：国立遺伝学研究所集団遺伝研究系集団遺伝研究部門助教授
- 1995年4月：東京大学大学院理学系研究科生物科学専攻教授

### 賞罰
- 2008年11月:日本遺伝学会木原賞
- 2011年7月:日本進化学会賞
- 2011年7月:木村資生記念学術賞